# コンウェイ多項式
コンウェイ多項式（コンウェイたこうしき、Conway polynomial）とは、スケイン関係式によって帰納的に計算される絡み目の（一変数）多項式不変量である。
ここでは、絡み目のダイアグラム K に関する変数zのコンウェイ多項式を P(K) で表そう。
まず自明な結び目に対しては、そのコンウェイ多項式は {\displaystyle 1} と定める。コンウェイ多項式が満たすスケイン関係式は次のようになる；
P() - P() = z P()
言葉で述べれば、ある交点において正の交点をもつダイアグラム（正則表示）の多項式から、その交点を負の交点にしたできたダイアグラムの多項式を引いたものは、その交点を円滑化してできたダイアグラムの多項式に z をかけたものに等しい。
特に、コンウェイ多項式は負のべきを含まない多項式であることがわかる。
1970年ごろに、ジョン・ホートン・コンウェイによって発見された。変数変換をすれば本質的にアレキサンダー多項式に等しい；
{\displaystyle z=t-{\frac {1}{t}}}
として変換すると、変数 t に関するアレキサンダー多項式と等しくなる。このため、両者をまとめてアレキサンダー－コンウェイ多項式と呼ぶこともある。コンウェイ自身はスケイン関係式を発見したが証明しなかったようで、ルイス・カウフマンがザイフェルト行列を用いて初めて証明したようだ。
量子不変量の観点からは、コンウェイ多項式はリー超代数 {\displaystyle gl(1|1)} から導かれる不変量の特殊値である。